# التاريخ البحري لكوريا

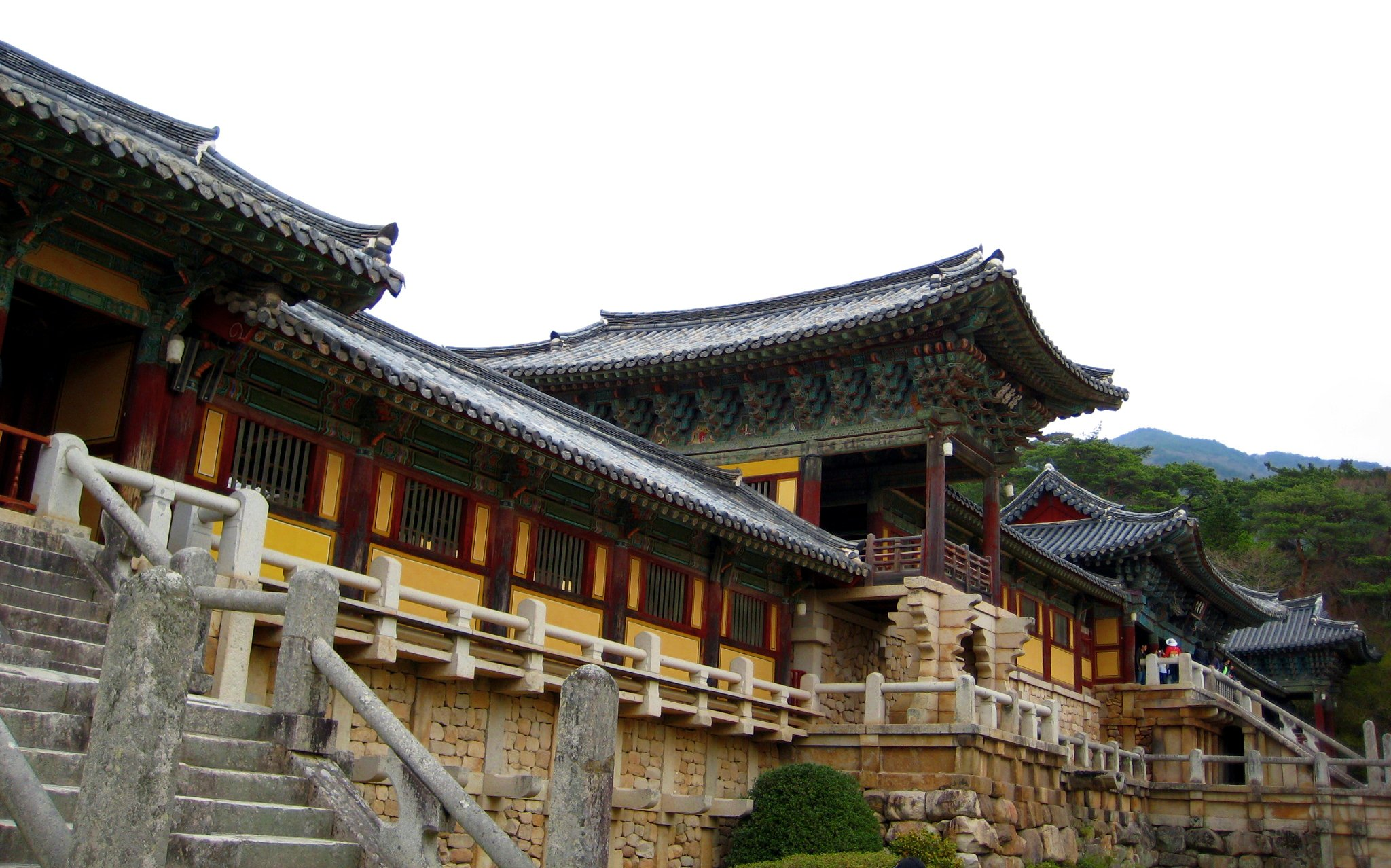

التاريخ البحري لكوريا يمتد عبر آلاف السنين منذ عصور ما قبل التاريخ، حيث استُخدمت سفن الصيد البسيطة. يعود التاريخ البحري العسكري إلى فترة الممالك الثلاث وسلالات شلا الموحدة في كوريا خلال القرن السابع. طوّر الكوريون سفنهم لمواجهة الهجمات الساحلية المستمرة التي شنها يابانيو الوا وغيرهم من القبائل البربرية. برز التاجر جانغ بو غو كأميرال وأسس أول تجارة بحرية داخل دول شرق آسيا خلال حقبة شلا الموحدة. بُنيت سفن خشبية متينة واستُخدمت لمحاربة القراصنة في عهد سلالة غوريو الحاكمة. سطع نجم السفن الكورية مرةً أخرى خلال حرب إمجن، عندما هزم الأميرال إي الأسطول الياباني المهاجم.
تُعدّ كوريا الجنوبية اليوم أكبر دولة مصنعة ومصدّرة للسفن في العالم. تركز البحرية الكورية الجنوبية جهودها لزيادة عدد السفن، وتطوير سفن جديدة، والارتقاء لتصبح من بحرية المياه الزرقاء بحلول عام 2020. 

## فترة ممالك كوريا الثلاث
طُوّرت السفن واستُخدمت منذ حقبة ممالك كوريا الثلاث. سعى الكوريون إلى الاستفادة من وفرة المياه الساحلية المحيطة بشبه الجزيرة الكورية، ما دفعهم إلى بناء سفن صيد بسيطة.
كانت بايكتشي، إحدى الممالك الثلاث، أول من شرع بتوسيع نطاق بحريتها وتجارتها البحرية. مثّلت بايكتشي همزة الوصل التي نقلت البوذية والثقافتين الكورية والصينية إلى اليابان. على أي حال، سرعان ما قُهرت بحرية بايكتشي باقتراب نهاية القرن الرابع إبان تنامي قوة مملكة غوغوريو وملكها غوانغايتو العظيم، دَحرت غوغوريو أيضًا القوات البحرية الصينية في مناسبات عدة في حروبها مع الصين. هزم الغوغوريون أسطولًا صينيًا غازيًا في مياه بحر بوهاي عام 598 خلال الحروب بين مملكتي غوغوريو وسوي. 

## حقبة الممالك الشمالية-الجنوبية
وحّدت شلا شبه الجزيرة الكورية بعد هزيمة غوغوريو إثر تحالفها مع سلالة تانغ الصينية في عام 668. بلغت الثقافة الكورية وفلسفتها أوجها خلال تلك الفترة، وحافظت شلا الموحدة على شبكة تجارية كبيرة مع كل من الصين واليابان.
أحكمت شلا، حالها حال الممالك الكورية السابقة، قبضتها على طرق التجارة والأراضي المحيطة حيث بدأ القراصنة اليابانيون والصينيون في التعدي على الممرات التجارية البحرية. برز تاجر من شلا يدعى جانغ بو غو بين عامي 828 و846، وجمع أسطولًا لدحر القراصنة والسيطرة على طرق التجارة الكورية. أصبحت جانغ في نهاية المطاف مفوضًا بالشؤون البحرية في جزيرة واندو.
ازدهرت مملكة شلا في ظل السلم السائد في تلك الفترة بالتزامن مع إحكام قبضتها على الحقوق البحرية. على أي حال، نشب صراع داخلي أوهن المملكة المزدهرة، وأسهم مع حروب في حقبة الممالك الثلاث اللاحقة في سقوطها لصالح مملكة غوريو في عام 935.

## حقبة سلالة غوريو
تميزت السفن الكورية في بنائها مرةً أخرى خلال حقبة مملكة غوريو. طوّر صانعو السفن الغوريون الكواسون، وهي سفينة رمحية الشكل، في القرن الحادي عشر. صُممت هذه السفن لضرب وتدمير سفن القراصنة اليابانيين التي هاجمت المدن الكورية الساحلية. كانت سفن مملكة غوريو كبيرة وقوية ومتينة وأمكن لأكبرها أن يحمل ما يزيد عن مئتين من مشاة البحرية.
طوّر أحد علماء غوريو، تشوي مو-سيون، مدفعًا كوريًا في القرن الرابع عشر، وسرعان ما جرى تعديله بهدف استخدامه على بوارج غوريو، إذ أثبت فعاليته ضد الغزو المغولي. انضم نحو 900 سفينة من مملكة غوريو إلى جانب سفن يوان المغولية خلال الغزو المغولي لليابان في عام 1281، ولم يتضرر سوى عدد قليل من سفن غوريو بينما دُمرت معظم السفن المغولية الغازية نتيجة «الكاميكازي»، أو الرياح الإلهية. بحلول عام 1380، استخدمت قوات البحرية في مملكة غوريو المدافع بصورة واسعة على متن سفنها التي هاجمت أسطولًا كبيرًا للووكو قبالة نهر غيوم ما أدى إلى إبادة شبه كاملة للأسطول. وقعت أول معركة مدفعية بحرية في العالم قبالة سواحل كوريا. أسفرت معركة تشينبو (1380) عن غرق 500 سفينة من سفن الووكو اليابانيين أو ما يُعرف باسم سفن القراصنة بعد هزيمتهم أمام مملكة غوريو ممثلةً بثمانين سفينة حربية مجهزة بأسلحة نارية اخترعها تشوي مو-سيون. أيضًا في عام 1383، دمرت سفن تابعة للأميرال جيونغ جي، كانت قد جُهزت بمدافع على متنها، 17 سفينة من سفن قراصنة الووكو. في عام 1389، دُمّر ما مجموعه 300 سفينة وايغو وحُرّر أكثر من مئة سجين كوري في غارة على تسوشيما أمر بها إي سيونغي.

== المراجع ==
1. ↑  The Traditional ships of Korea By Wan-gi Chʻoe
2. ↑  "S. Korea Still No. 1 Shipbuilding Nation". 29 يناير 2009. مؤرشف من الأصل في 2020-04-11.
3. ↑  "대양해군건설". Republic of Korea Navy Official Website. Retrieved March 4, 2007. نسخة محفوظة 2020-04-11 على موقع واي باك مشين.
4. 1 2  Pike، John. "Navy History - South Korea". www.globalsecurity.org. مؤرشف من الأصل في 2020-04-11.
5. ↑  Turnbull, Stephen, Samurai Invasion, Sterling, p. 88
6. ↑  "StartLogic" (PDF). www.koreanhero.net. مؤرشف من الأصل (PDF) في 2020-04-11.